# Leland Wilkinson
Pour les articles homonymes, voir Wilkinson.
Leland Wilkinson (1944-2021) est un statisticien américain, spécialiste de la visualisation de données. 
Il travaillait au sein de l'entreprise H2O.ai qui développe le logiciel H2O. 
Il est célèbre pour son ouvrage The Grammar of Graphics. Cet ouvrage a notamment inspiré la création de la bibliothèque ggplot2 par le développeur statisticien Hadley Wickham.
Il meurt en décembre 2021.

## Publications
- (en) Leland Wilkinson, The Grammar of Graphics, Springer, 1993